# إيوهيبس

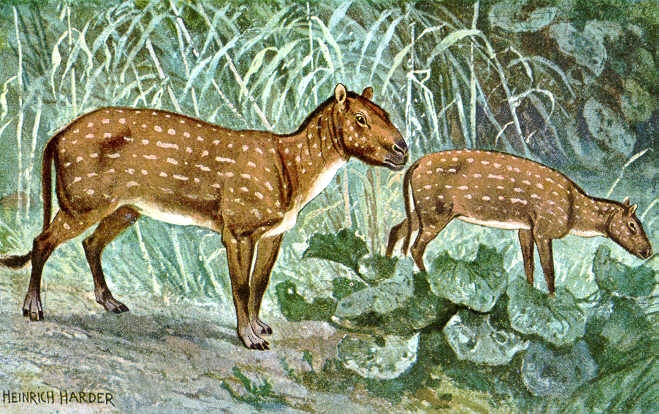
إعادة إنشاء رسم هاينريش هاردر

الحِبّوس أو الإيوهيبس (Eohippus) هو جنس منقرض من الخيليات ذوات الحوافر الصغيرة، النوع الوحيد هو E. angustidens الذي اعتبر لفترة طويلة نوعًا من Hyracotherium [الإنجليزية]، وجدت بقاياه في أمريكا الشمالية والتاريخ إلى مرحلة الفترة الفجرية المبكرة (مرحلة أبريسين).

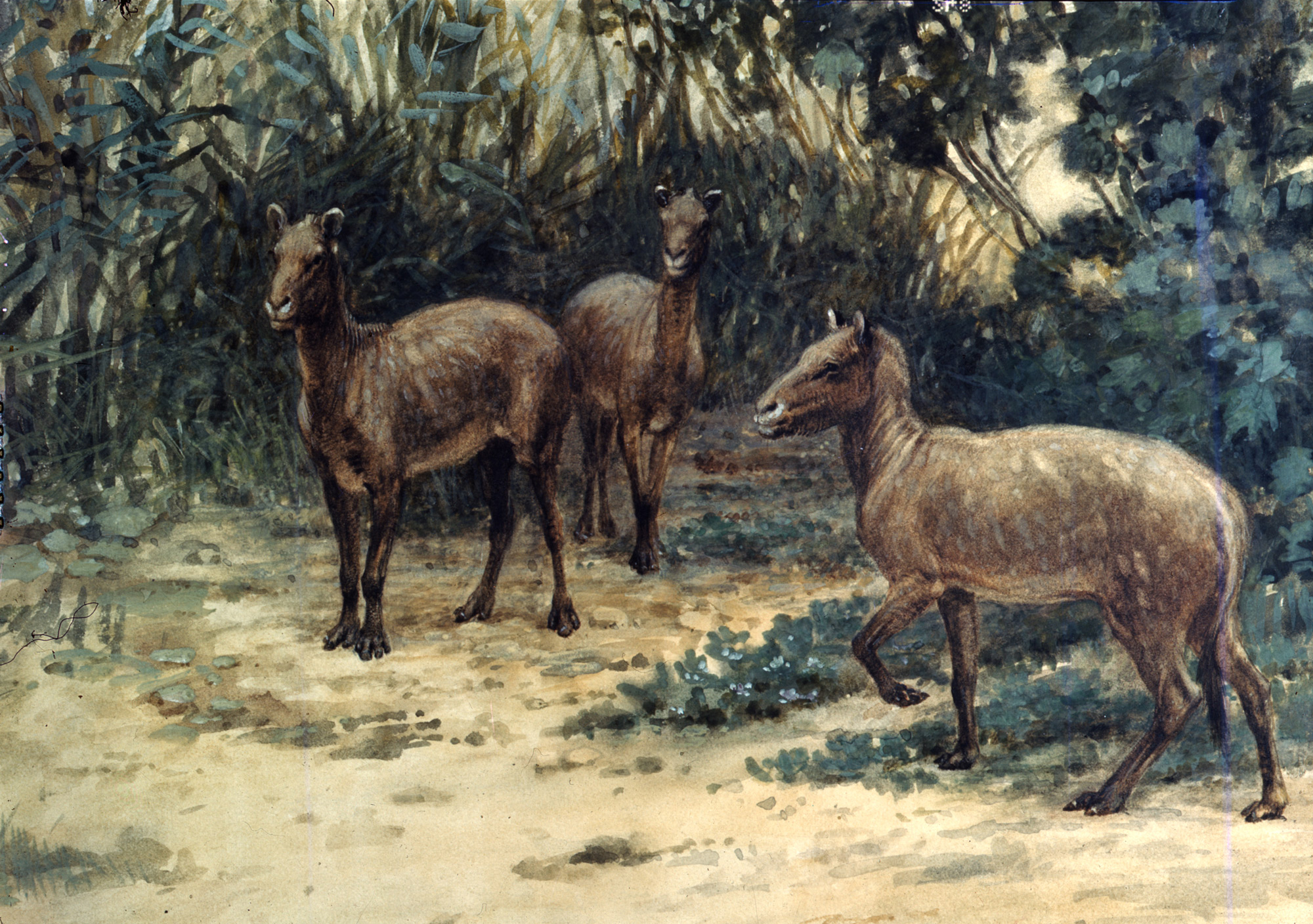
إعادة إنشاء رسم تشارلز نايت